# Holden Nova
Der Holden Nova ist ein PKW der Kompaktklasse, der von 1989 bis 1996 von dem australischen Automobilhersteller Holden, dem dortigen Ableger von General Motors, nach Konstruktionsplänen des japanischen Toyota Corolla in Altona (Victoria) gefertigt wurde. Es war der Nachfolger des auf dem Nissan Sunny beruhenden Astra. Australische Schwestermodelle waren der Toyota Corolla Conquest und der Toyota Tazz.

## Von Jahr zu Jahr

### LE/LF Nova (1989–1994)

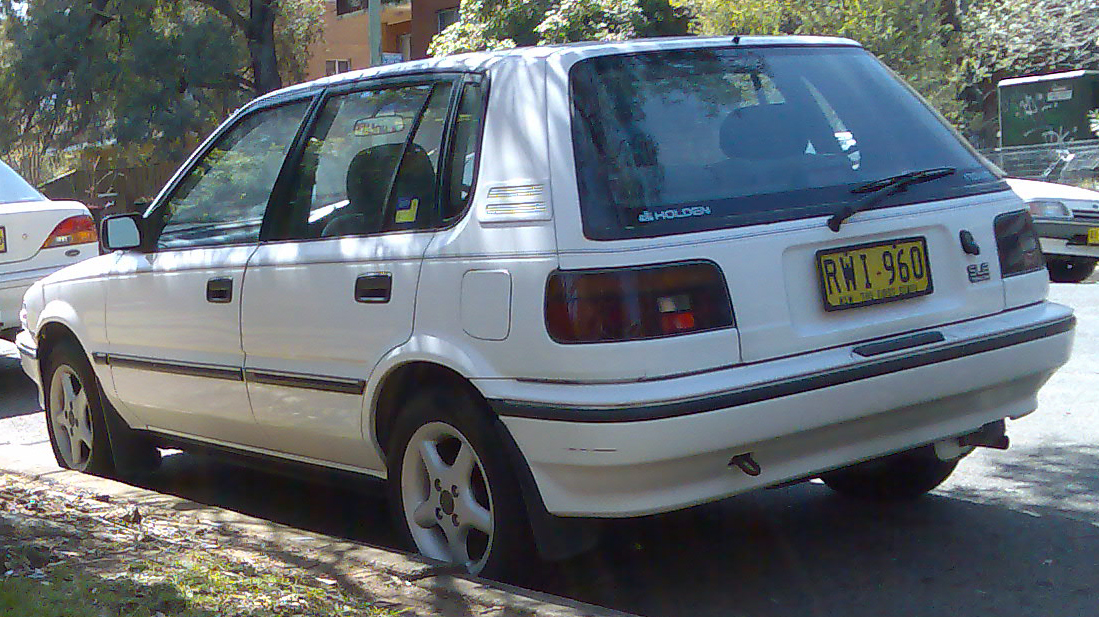
Holden LE Nova SL/E (1989–1991)

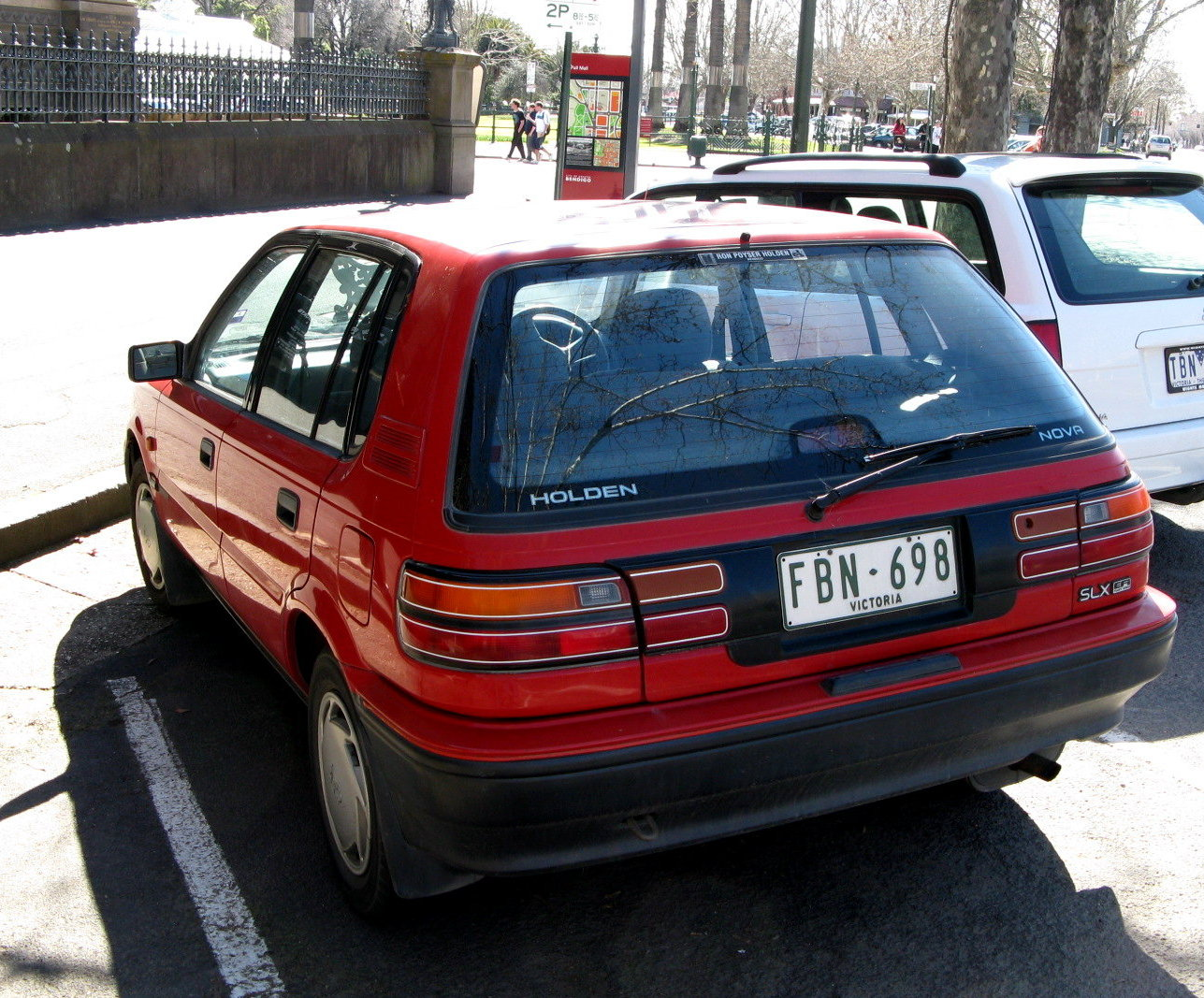
Holden LF Nova SL/X (1991–1994)

Im Juli 1989 erschien der Nachfolger des Astra LD. Er hieß LE Nova und basierte auf dem Toyota Corolla E90. Anders als das Original in Japan war der LE Nova nur als 4-türige Limousine und 5-türige Kombilimousine erhältlich. Auch die Motorisierung wich vom Corolla ab: Es gab einen 1,4-l-Vierzylinder-Reihenmotor mit 60 kW und einen Motor gleicher Bauart mit 1,6 l Hubraum und einer Leistung von 67 kW. Wie beim Nissan-basierten Vorgänger gab es drei Ausstattungsvarianten: SL – nur als Kombilimousine verfügbar – SL/X und SL/E. Ebenfalls drei verschiedene Getriebe standen zur Wahl: Serienmäßig war ein manuelles Fünfganggetriebe; SL und SL/X waren auf Wunsch mit einer dreistufigen Automatik auszustatten, der SL/E mit einer vierstufigen.
Der leicht überarbeitete Nachfolger LF Nova kam im Oktober 1991 und zeigte eine geringfügig geänderte Front- und Heckpartie sowie einige mechanische Verbesserungen. Alle Modelle mit Ausnahme des SL hatten nun den 1,6-l-Motor – den es mit Vergaser (67 kW) oder Einspritzung (76 kW) gab – und der SL/E war nur noch als Stufenhecklimousine zu bekommen. Dafür gab es ab Oktober 1992 als Spritzenmodell der Kombilimousinenreihe das sportliche Modell GS. Seine Ausstattung entsprach im Wesentlichen der des SL/E, aber seine Sitze waren mit flotterem Stoff überzogen und er hatte ein Sportlenkrad mit dicken Speichen. Vor allem aber hatte er als einziges Modell den 1,8-l-Motor mit 86 kW.
Ab 1993 wurde der SL/E nicht mehr angeboten. Auch der 1,4-l-Motor fiel weg.
| Modell       | Bezeichnung | Fahrzeugart            | Bauzeitraum     |
| ------------ | ----------- | ---------------------- | --------------- |
| LE-8LD68     | Nova SL     | Kombilimousine 5 Türen | 07/1989–08/1991 |
| LE-8LR68     | Nova SL/X   | Kombilimousine 5 Türen | 07/1989–10/1991 |
| LE-8LR69     | Nova SL/X   | Limousine 4 Türen      | 07/1989–10/1991 |
| LE-8LV68     | Nova SL/E   | Kombilimousine 5 Türen | 07/1989–08/1991 |
| LE-8LV69     | Nova SL/E   | Limousine 4 Türen      | 07/1989–08/1991 |
| LF-8LD68     | Nova SL     | Kombilimousine 5 Türen | 07/1989–1994    |
| LF-8LR68     | Nova SL/X   | Kombilimousine 5 Türen | 05/1992–1994    |
| LF-8LR69     | Nova SL/X   | Limousine 4 Türen      | 05/1992–1994    |
| LF-8LR69-A8L | Nova GS     | Limousine 4 Türen      | 10/1992–1994    |
| LF-8LV69     | Nova SL/E   | Limousine 4 Türen      | 08/1991–1994    |

### LG Nova (1994–1996)

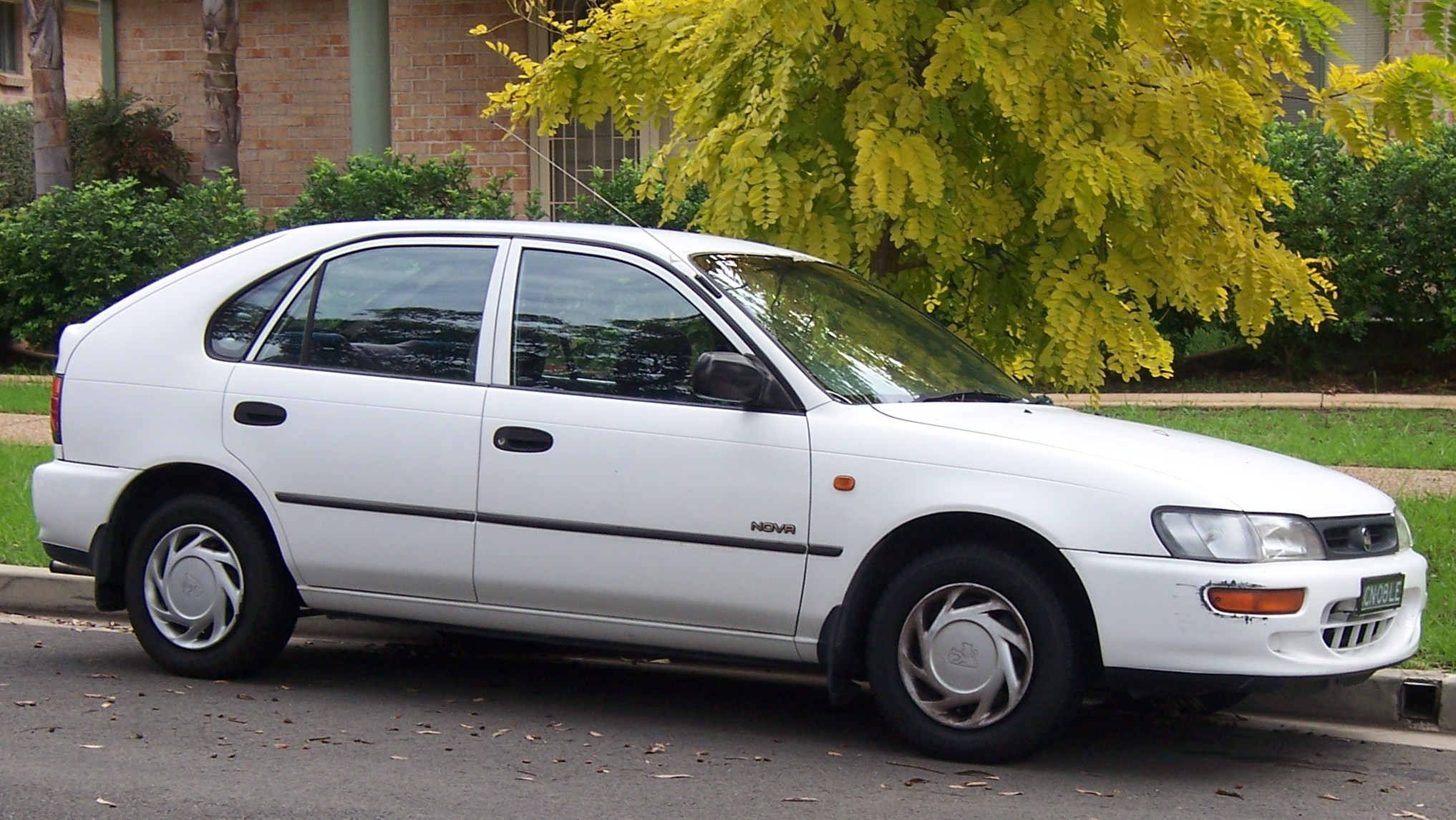
Holden LG Nova SL/X (1994–1996)

Ab 1994 gab es den LG Nova, der auf dem seit 1992 in Japan angebotenen Toyota Corolla E10 beruhte. Die Veränderungen waren entsprechend: Der Wagen wurde etwas größer und war nur noch mit den beiden Einspritzmotoren zu haben. Es gab nur noch zwei Ausstattungslinien: den SL/X mit 1,6-l-R4-Motor und den sportlichen GS mit 1,8-l-R4-Motor, beide sowohl als Stufenheck- als auch als Kombilimousine.
| Modell       | Bezeichnung | Fahrzeugart            | Bauzeitraum |
| ------------ | ----------- | ---------------------- | ----------- |
| LG-8LR68     | Nova SL/X   | Kombilimousine 5 Türen | 1994–1996   |
| LG-8LR68-A8L | Nova GS     | Kombilimousine 5 Türen | 1994–1996   |
| LG-8LR69     | Nova SL/X   | Limousine 4 Türen      | 1994–1996   |
| LG-8LR69-A8L | Nova GS     | Limousine 4 Türen      | 1994–1996   |

1996 wurde der LG Nova zu Gunsten des TR Astra eingestellt, der auf Basis des Opel Astra gebaut wurde.